# يوشياكي هويا
يوشياكي هويا (باليابانية: 保谷 吉昭) (23 مارس 1985 في طوكيو في اليابان – )؛ هو لاعب كرة قدم سابق كان يلعب كمدافع.